# Prva crnogorska fudbalska liga 2005-2006
La Prva crnogorska fudbalska liga 2005-2006 (prima lega calcistica montenegrina 2005-2006) è stata la seconda edizione di questa competizione, l'ultima come seconda divisione del campionato serbo-montenegrino; le migliori squadre del paese (Budućnost, Jedinstvo Bijelo Polje e Zeta) militavano nella Prva liga SCG.
Dalla stagione successiva le migliori squadre della Prva crnogorska liga si uniranno alle tre della Prva liga SCG a formare la nuova prima divisione del Montenegro indipendente.

## Formula
All'inizio del torneo, nell'estate 2005, la formula era questa:

Le 10 squadre partecipanti si affrontano in un doppio girone di andata e ritorno per un totale di 36 giornate.

La squadra vincitrice viene promossa in Prva liga SCG 2006-2007.

La penultima classificata disputa uno spareggio contro la seconda della Crnogorska republička liga 2005-2006.

L'ultima classificata retrocede direttamente in Crnogorska republička liga 2006-2007.
In seguito al voto del referendum del 21.05.2006 che ha stabilito l'indipendenza del Montenegro, si stabilisce che la Prva crnogorska liga diverrà la prima divisione del nuovo stato e che verrà formata dai 3 club montenegrini della Prva liga SCG (Budućnost, Jedinstvo Bijelo Polje e Zeta) e dalle prime 7 di questo campionato. A completamento quadri (format di 12 squadre) verranno ammesse la prima classificata della Crnogorska republička liga e la vincitrice dello spareggio fra l'ottava della Prva liga CG e la seconda della Crnogorska liga.

## Squadre
| Squadra  | Città               | Stadio                  | Stagione 2004-05                 |
| -------- | ------------------- | ----------------------- | -------------------------------- |
| Sutjeska | Nikšić              | Stadion kraj Bistrice   | 15º in Prva liga SCG             |
| Kom      | Podgorica           | Stadion Zlatica         | 2º in Prva liga CG               |
| Dečić    | Tuzi                | Stadion Tuško Polje     | 3º in Prva liga CG               |
| Rudar    | Pljevlja            | Gradski stadion         | 4º in Prva liga CG               |
| Petrovac | Castellastua        | Stadion pod Malim Brdom | 5º in Prva liga CG               |
| Mogren   | Budua               | Stadion Lugovi          | 6º in Prva liga CG               |
| Grbalj   | Radanovići, Cattaro | Stadion u Radanovićima  | 7º in Prva liga CG               |
| Bokelj   | Cattaro             | Stadion pod Vrmcem      | 8º in Prva liga CG               |
| Mornar   | Antivari            | Stadion Topolica        | 9º in Prva liga CG               |
| Zora     | Spuž                | Gradski stadion         | 1º in Crnogorska republička liga |

## Classifica
|  | Pos. | Squadra        | Pt | G  | V  | N  | P  | GF | GS | DR  |
|  | ---- | -------------- | -- | -- | -- | -- | -- | -- | -- | --- |
|  | 1.   | Rudar Pljevlja | 72 | 36 | 22 | 6  | 8  | 58 | 34 | +24 |
|  | 2.   | Sutjeska       | 56 | 36 | 15 | 11 | 10 | 40 | 28 | +12 |
|  | 3.   | Kom            | 52 | 36 | 14 | 10 | 12 | 37 | 32 | +5  |
|  | 4.   | Grbalj         | 51 | 36 | 14 | 9  | 13 | 34 | 34 | 0   |
|  | 5.   | Mogren         | 48 | 36 | 12 | 12 | 12 | 36 | 32 | +4  |
|  | 6.   | Petrovac       | 47 | 36 | 11 | 14 | 11 | 33 | 34 | -1  |
|  | 7.   | Dečić          | 47 | 36 | 11 | 14 | 11 | 32 | 34 | −2  |
|  | 8.   | Zora           | 47 | 36 | 11 | 14 | 11 | 34 | 35 | −1  |
|  | 9.   | Mornar (−1)    | 33 | 36 | 9  | 7  | 20 | 23 | 46 | −23 |
|  | 10.  | Bokelj         | 32 | 36 | 7  | 11 | 18 | 30 | 48 | −18 |

Legenda:
  Partecipa ai play-out.
      Retrocesso in Druga crnogorska liga 2006-2007..
Regolamento:
Tre punti a vittoria, uno a pareggio, zero a sconfitta.
Note:
Mornar penalizzato di un punto per aver abbandonato la partita contro il Mogren alla 19ª giornata.

### Classifica avulsa
Per stabilire la ottava classificata (destinata allo spareggio-retrocessione) fra le 3 squadre a 47 punti si fa ricorso alla classifica avulsa.
|  | Pos. | Squadra  | Pt | G | V | N | P | GF | GS | DR |
|  | ---- | -------- | -- | - | - | - | - | -- | -- | -- |
|  | 6.   | Petrovac | 11 | 8 | 2 | 5 | 1 | 3  | 2  | +1 |
|  | 7.   | Dečić    | 10 | 8 | 2 | 4 | 2 | 5  | 3  | +2 |
|  | 8.   | Zora     | 9  | 8 | 2 | 3 | 3 | 4  | 7  | −3 |

## Risultati
|          | Bok | Grb | Deč | Zor | Kom | Mor | Mog | Pet | Rud | Sut |
| -------- | --- | --- | --- | --- | --- | --- | --- | --- | --- | --- |
| Bokelj   |     | 0-1 | 0-0 | 0-2 | 0-3 | 2-0 | 0-0 | 0-1 | 1-0 | 0-0 |
| Bokelj   |     | 1-2 | 0-0 | 1-2 | 1-0 | 2-0 | 1-1 | 0-2 | 2-1 | 1-0 |
| Grbalj   | 2-1 |     | 3-0 | 0-1 | 1-2 | 3-0 | 0-3 | 3-1 | 2-5 | 0-0 |
| Grbalj   | 1-0 |     | 0-0 | 0-0 | 2-1 | 0-0 | 1-0 | 0-0 | 0-2 | 0-2 |
| Dečić    | 2-2 | 1-0 |     | 3-0 | 2-0 | 1-0 | 5-0 | 0-0 | 2-1 | 0-1 |
| Dečić    | 4-2 | 0-2 |     | 1-0 | 1-1 | 1-0 | 1-0 | 0-0 | 1-0 | 0-0 |
| Zora     | 3-1 | 1-0 | 2-1 |     | 0-0 | 1-1 | 1-1 | 0-0 | 3-3 | 1-0 |
| Zora     | 1-1 | 0-2 | 0-0 |     | 0-1 | 1-1 | 0-0 | 1-0 | 1-2 | 1-1 |
| Kom      | 2-0 | 0-1 | 2-2 | 1-0 |     | 2-1 | 1-0 | 2-2 | 0-0 | 0-2 |
| Kom      | 2-0 | 0-0 | 2-0 | 0-2 |     | 2-1 | 0-0 | 2-0 | 2-0 | 0-0 |
| Mornar   | 0-3 | 2-1 | 1-1 | 2-0 | 0-1 |     | 0-3 | 0-0 | 0-1 | 1-2 |
| Mornar   | 1-0 | 0-0 | 1-0 | 1-2 | 2-1 |     | 1-1 | 2-0 | 2-0 | 1-0 |
| Mogren   | 2-2 | 2-0 | 2-0 | 2-2 | 1-0 | 2-0 |     | 2-2 | 3-0 | 1-0 |
| Mogren   | 1-1 | 0-1 | 0-0 | 1-0 | 3-2 | 3-0 |     | 1-2 | 0-1 | 0-2 |
| Petrovac | 1-0 | 3-2 | 1-0 | 1-1 | 1-0 | 0-1 | 0-0 |     | 1-1 | 3-0 |
| Petrovac | 1-1 | 0-2 | 0-0 | 1-0 | 1-1 | 2-0 | 0-1 |     | 1-2 | 1-1 |
| Rudar    | 4-1 | 3-0 | 3-2 | 1-0 | 1-0 | 1-0 | 1-0 | 3-1 |     | 1-1 |
| Rudar    | 2-0 | 1-1 | 4-0 | 2-2 | 3-1 | 2-1 | 2-0 | 2-1 |     | 1-0 |
| Sutjeska | 2-2 | 2-1 | 3-0 | 2-3 | 1-1 | 3-0 | 1-0 | 2-0 | 1-0 |     |
| Sutjeska | 2-1 | 0-0 | 1-1 | 1-0 | 1-2 | 2-0 | 2-0 | 1-3 | 1-2 |     |

## Spareggio
Zora (terzultimo in seconda divisione) e Mladost Podgorica (secondo in terza) si sfidano per un posto in Prva crnogorska fudbalska liga 2006-2007.
| Squadra 1                                                    | Totale | Squadra 2 | Andata     | Ritorno    |
| ------------------------------------------------------------ | ------ | --------- | ---------- | ---------- |
|                                                              |        |           | 31.05.2006 | 04.06.2006 |
| Mladost Podgorica                                            | 4 – 2  | Zora      | 4 – 0      | 0 – 2      |
| Mladost promosso in Prva liga, Zora retrocesso in Druga liga |        |           |            |            |